# Spencer Cox
Pour les articles homonymes, voir Cox.
Spencer Cox, né le 11 juillet 1975 à Mount Pleasant (Utah), est un avocat et homme politique américain. Membre du Parti républicain, il est gouverneur de l'Utah depuis le 4 janvier 2021.
Élu à la Chambre des représentants de l'Utah en 2012, il est nommé lieutenant-gouverneur en 2013 par le gouverneur Gary Herbert, en remplacement du démissionnaire Greg Bell (en). Élu pour un plein mandat en 2016, Spencer Cox est élu gouverneur de l'Utah lors de l'élection du 3 novembre 2020, succédant à Gary Herbert, qui ne se représente pas.

## Biographie

### Carrière professionnelle
Spencer Cox suit ses études au North Sanpete High School, au Snow College et à l'université d'État de l'Utah. Après avoir étudié le droit à la Washington and Lee University de Lexington en Virginie et avoir été admis au barreau, il commence à exercer la profession d'avocat. Il travaille également dans l'industrie des télécommunications et devient vice-président de CentraCom.

### Carrière politique
Politiquement, Cox est membre du Parti républicain. Il est élu conseiller municipal de Fairview en 2004, puis maire l'année suivante. Il est membre du conseil du comté de Sanpete de 2008 à 2012. Entre janvier et octobre 2013, il est élu à la Chambre des représentants de l'Utah pour le 58e district. Après la démission du lieutenant-gouverneur Greg Bell (en), il est nommé par le gouverneur Gary Herbert pour lui succéder et est confirmé à l'unanimité par le Sénat de l'Utah. Il prête serment et entre en fonction le 16 octobre 2013. Lors des élections de 2016, Herbert et Cox sont reconduits dans leurs fonctions respectives.
Le 14 mai 2019, Cox annonce son intention d'être candidat à la succession du gouverneur Herbert en 2020. Le 30 juin 2020, il remporte la primaire républicaine avec 36,4 % des voix face à l'ancien gouverneur et ambassadeur Jon Huntsman, Jr., qui recueille 34,6 % des voix. Il est officiellement élu gouverneur le 3 novembre 2020 avec 64 % des voix en battant le candidat du Parti démocrate, Chris Peterson, après une campagne marquée par sa civilité.